# Ungureni (gmina Valea Iașului)
Ungureni – wieś w Rumunii, w okręgu Ardżesz, w gminie Valea Iașului. W 2011 roku liczyła 372 mieszkańców.